# Estadio Eva Duarte
El Estadio Eva Duarte, anteriormente llamado Estadio ACIR por la Asociación Comunitaria Integral de Rehabilitación, es un estadio deportivo ubicado en el barrio de Belgrano de la Ciudad Autónoma de Buenos Aires. Es propiedad de la Agencia Nacional de Discapacidad.

## Historia
Su historia se remonta al 27 de octubre de 1951, cuando se inauguró la Ciudad Estudiantil “Presidente Perón”, una escuela juvenil de formación política ideada para capacitar a hijos de trabajadores. El primer club en usar el estadio fue la Asociación Deportiva Francesa, un club de rugby perteneciente a la URBA.
En 1968 lo empezaron a usar equipos pertenecientes a la Asociación del Fútbol Argentino. El primero fue Deportivo Español, que lo utilizó como local hasta 1971, lo que da un total de 34 partidos en cuatro temporadas y lo convierte en el equipo que más partidos oficiales disputó en este estadio. En 1969 fue sede de los ParaPanamericanos y fue renombrado como Estadio del Servicio Nacional de Rehabilitación. En 1970 Club Atlético Excursionistas también del barrio de Belgrano utilizó el estadio cuando se encontraba en la Primera B. En 1971 Sportivo Italiano lo utilizó para disputar como local varios partidos correspondientes al torneo de Primera C.
En 1997 y 1998 se grabaron escenas para la novela R.R.D.T., que protagonizaron Carlos Andrés Calvo y China Zorrilla.
En 2013 fue declarado Monumento Histórico Nacional. La última vez que fue utilizado por un club afiliado a la AFA fue en 2015, cuando sirvió como sede de las categorías inferiores del Club Sportivo Barracas.
Tras haber pasado muchos años en estado de abandono, en septiembre de 2023 fue reinaugurado y renombrado como Estadio Eva Duarte. Se le realizaron distintas obras de remodelación como el cambio de césped, tanto en su resembrado como nivelación del suelo, colocación de sistema de riego, renovación del alambrado perimetral y el lavado e impermeabilización de las tribunas. Será utilizado para la realización de distintos torneos de fútbol inclusivo.